# If You've Got Trouble
«If You've Got Trouble» –en español: «Si tienes un problema»– es una canción del grupo británico The Beatles, fue escrita principalmente por John Lennon pero registrada a Lennon-McCartney, tiene en la voz principal al baterista de la banda, Ringo Starr. La canción tenía como destino aparecer en el álbum Help! y también en su película homónima para ser la única canción interpretada por Ringo Starr, pero finalmente se le descartó siendo sustituida por "Act Naturally", la canción permaneció inédita hasta la recopilación Anthology 2.

## Grabación
"If You've Got Trouble" fue grabada el 18 de febrero de 1965 siendo la cuarta en ser grabada de Help!, fue grabada junto a "You've Got to Hide Your Love Away" y "Tell Me What You See". La parte principal de la canción fue grabada en una sola toma mientras que la instrumentación se hizo en 2 tomas.

## Personal
- Ringo Starr - voz líder, batería.
- John Lennon - coros, guitarra rítmica.
- Paul McCartney - coros, bajo.
- George Harrison - coros, guitarra solista.
- George Martin - productor
- Norman Smith - ingeniero

Personal por Ian MacDonald.